# Рыженков, Николай Андреевич
Николай Андреевич Рыженков (1925—1944) — гвардии младший сержант Рабоче-крестьянской Красной Армии, участник Великой Отечественной войны, Герой Советского Союза (1944).

## Биография
Николай Рыженков родился 6 мая 1925 года в деревне Кашино (ныне — в Киржачском районе Владимирской области). После окончания неполной средней школы и ремесленного училища работал в Москве на шарикоподшипниковом заводе. В январе 1943 года Рыженков был призван на службу в Рабоче-крестьянскую Красную Армию. С 1944 года — на фронтах Великой Отечественной войны. В боях был ранен.
К июню 1944 года гвардии младший сержант Николай Рыженков командовал расчётом противотанковых ружей 199-го гвардейского стрелкового полка 67-й гвардейской стрелковой дивизии 6-й гвардейской армии 1-го Прибалтийского фронта. Отличился во время освобождения Витебской области Белорусской ССР. 24 июня 1944 года Рыженков в составе передовой группы переправился через Западную Двину в районе деревень Буй и Дворище Бешенковичского района и принял активное участие в боях за захват и удержание плацдарма на её берегу. В тех боях Рыженков получил ранение, но продолжал сражаться, уничтожив несколько вражеских солдат.
Указом Президиума Верховного Совета СССР от 22 июля 1944 года за «образцовое выполнение заданий командования и проявленные мужество и героизм в боях с немецкими захватчиками» гвардии младший сержант Николай Рыженков был удостоен высокого звания Героя Советского Союза. Орден Ленина и медаль «Золотая Звезда» он получить не успел, так как на следующий день погиб в бою на территории Литовской ССР. Первоначально был похоронен на месте гибели, затем перезахоронен на кладбище села Смалвос Зарасайского района Литвы.
Был также награждён медалью.
В честь Рыженкова названа улица в Киржаче.